# OZI规则
OZI规则（OZI rule）是量子色动力学中的一条规则，可以解释某些衰变道的压低。它在20世纪60年代由大久保進、喬治·茨威格和飯塚重五郎独立提出。 
OZI规则说，如果一个强相互作用过程的费曼图可以通过切断胶子内线的方式而将初态粒子和末态粒子分开那么该过程将受到压低。
一个例子是{\displaystyle \phi }介子的衰变，{\displaystyle \phi \rightarrow \pi ^{+}+\pi ^{-}+\pi ^{0}}。 尽管三个{\displaystyle \pi }的质量之和要小得多，实验上观测到{\displaystyle \phi }的主要衰变道却是衰变成两个K介子。
对OZI规则的一个解释是，对于那些受到OZI压低的过程，被切断的胶子必须带有较大的{\displaystyle Q^{2}}，从而耦合常数较小。